# Natació sincronitzada al Campionat del Món de natació de 2013 – Rutina d'equip lliure
La prova de equip lliure es va celebrar el 23 de juliol i el 26 de juliol de 2013, al Palau Sant Jordi. Les preliminars es van disputar el 23, i la final el dia 26.

## Resultats
Verd: Classificats per la final
| Posició | País       | Preliminar | Preliminar | Final  | Final   |
| Posició | País       | Punts      | Posició    | Punts  | Posició |
| ------- | ---------- | ---------- | ---------- | ------ | ------- |
| 1       | Rússia     | 97.390     | 1          | 97.400 | 1       |
| 2       | Espanya    | 94.100     | 2          | 94.230 | 2       |
| 3       | Ucraïna    | 93.100     | 3          | 93.640 | 3       |
| 4       | Japó       | 91.670     | 4          | 91.950 | 4       |
| 5       | Itàlia     | 89.880     | 5          | 89.840 | 5       |
| 6       | Canadà     | 88.180     | 6          | 88.620 | 6       |
| 7       | França     | 86.510     | 7          | 87.080 | 7       |
| 8       | Grècia     | 85.510     | 8          | 85.060 | 8       |
| 9       | Mèxic      | 83.850     | 9          | 84.430 | 9       |
| 10      | Brasil     | 83.240     | 10         | 83.520 | 10      |
| 11      | Regne Unit | 82.510     | 11         | 82.570 | 11      |
| 12      | Suïssa     | 82.290     | 12         | 82.680 | 12      |
| 13      | Kazakhstan | 78.180     | 13         | 5      | 13      |
| 14      | Egipte     | 76.460     | 14         | 4      | 14      |
| 15      | Singapur   | 67.960     | 15         | 3      | 15      |
| 16      | Macau      | 66.790     | 16         | 2      | 16      |
| 17      | Costa Rica | 62.190     | 17         | 1      | 17      |